# Kondor Vilmos
Kondor Vilmos (Budapest, 1954 –) Zsoldos Péter-díjas magyar író, első regénye, a Budapest noir 2008-ban jelent meg.

## Életpályája
Kondor Szegeden járt egyetemre, majd Párizsban folytatta tanulmányait. A Sorbonne-on vegyészmérnöki diplomát szerzett, majd visszatért Magyarországra. Jelenleg egy nyugat-magyarországi gimnáziumban tanít matematikát és fizikát. Feleségével, lányaival és kutyájával egy Sopron melletti kis faluban él. Kerüli a nyilvánosságot, interjút ritkán ad, azt is csak e-mailben, emiatt több fórumon is megkérdőjelezték, hogy egyáltalán létező személyről van-e szó.
Kondor régóta foglalkozik írással, a Budapest noir (2008) előtt három regényt is írt már, ám ezeket nem akarja kiadatni. Legnagyobb hatást Jim Thompson, Charles Willeford és Dashiell Hammett művei tették rá. Írásaiban különös hangsúlyt kapnak a hangulati elemek, korabeli helyszínek hiteles megidézése, valós személyek szerepeltetése, ez a korfestő írói törekvés lényegében egyenértékű Kondornál a fordulatos cselekményszövés szándékával.

## Művei

### A Bűnös Budapest-ciklus
A szerző történelmi krimi-sorozata, főszerepben Gordon Zsigmond bűnügyi riporterrel, aki 1936 és 1956 között dokumentálta a főváros és az ország bűnéletét, nem egyszer maga szolgáltatva igazságot az áldozatoknak.
- Budapest noir (Agave Könyvek, 2008, Budapest)
- Bűnös Budapest (Agave Könyvek, 2009, Budapest)
- A budapesti kém (Agave Könyvek, 2010, Budapest)
- Budapest romokban (Agave Könyvek, 2011, Budapest)
- Budapest novemberben (Agave Könyvek, 2012, Budapest)
- Szélhámos Budapest (Libri, Budapest, 2016)
- A budapesti gengszter (Libri, Budapest, 2019)

### A Szent Korona-trilógia
- A másik szárnysegéd, Agave Könyvek, Budapest, 2013
- A koronaőr második tévedése, Agave Könyvek, Budapest, 2014
- A korona ügynöke, Libri Könyvkiadó, Budapest 2018[5]

### A Ferenczy-sorozat
- A bűntől keletre, Libri, Budapest, 2015
- Kemény Zsófi – Kondor Vilmos: Értetek teszem, Libri, Budapest, 2018[6]
- Örvényben (Libri, Budapest, 2021)

### A Második Magyar Köztársaság sorozat
- Második Magyar Köztársaság Open Books, Budapest, 2022
- Az első budapesti olimpia, Open Books, Budapest, 2023
- Az utolsó magyar akcióhős, Open Books, Budapest, 2024

### További művei
- Magda, a bestiális Népszínház utcai mindenes (2012): Az írások főszereplője Gordon Zsigmond, és a szerző szándéka szerint a regények közti lyukakat töltik be. A történetek (öt novella és egy kisregény) 1919 és 1936 között játszódnak. Kondor ezekkel az írásokkal - csakúgy mint a Bűnös Budapest-ciklussal - a második világháború előtti újságíróknak akart emléket állítani, köztük Tábori Kornélnak, Vécsey Leónak, Nádas Sándornak, Tarján Vilmosnak és Sajó Aladárnak.
- A nyavalya tudja (Új Forrás, 2010. július)[7]
- Ifjú Mariska hétköznapi halála (Új Forrás, 2011. július)[8]
- Négyen voltak (jubileumi emlékalbum a 125 éve alakult budapesti detektívegyesület tiszteletére, Budapest, 2011)
- Wallenstein Ödön gyengéje
- Pernahajder volt-e Schok Jenő?
- A haldokló részvényes – Új és régi történetek, Libri, Budapest, 2018[9]
- Az otthontalanság otthona, Libri, Budapest, 2015 (csak ekönyvben jelent meg)

### Idegen nyelven
A törzssorozat mind az öt kötete megjelent finnül:
- Budapestin varjot (Budapest noir), finnre fordította: Tähti Pullinen, Tammi, Helsinki, 2013
- Budapestin synnit (Bűnös Budapest), finnre fordította: Tähti Pullinen, Tammi, Helsinki, 2013
- Budapestin vakooja (A budapesti kém), finnre fordította: Tähti Schmidt, Tammi, Helsinki, 2014
- Budapestin raunioissa (Budapest romokban), finnre fordította: Tähti Schmidt, Tammi, Helsinki, 2017
- Budapestin marraskuu (Budapest novemberben), finnre fordította: Tähti Schmidt, Tammi, Helsinki,  2019

A Budapest noir a finn mellett napvilágot látott angol, francia, olasz, holland, cseh, lengyel, román, görög, orosz, szlovén, észt, német és bolgár nyelven. A sorozat további kötetei megjelentek észt és szlovén nyelven. 

## Elismerések
- 2018. február 27-én adta át a Finn Detektívregény Társaság a díjait az előző év legjobbnak tartott krimi íróinak. A külföldiek közül az elismerést ez alkalommal Kondor Vilmos kapta.[10]
- 2023. április 20-án az Ellenpont fesztiválon a Második magyar köztársaság című regényéért Zsoldos Péter-díjat kapott.[11]

## Viszonya a korhoz
A Népszabadság 2009. július 4-én egészoldalas interjút közölt Kondorral „Budapest Noir a '30-as évekből” címmel. A szerző kérdésre válaszolva elmondta, miért ezt a kort választotta regényei „helyszínéül”:

„Itt és ma úgy tekintünk a két világháború közti Magyarországra, mintha az egy másik ország lenne, amihez vajmi kevés közünk van. Kiemeltünk a korszakból neveket, Karinthy, Bartók, Móricz, sorolhatnám. És azt mondtuk: igen, ők a mi múltunk, a mi örökségünk abból a korból. A többieket, a politikusokat, a középszerű írókat, a revizionistákat, a legitimistákat, a sipistákat, a besszistákat és a hosszistákat, meg az átlagembereket egyszerűen száműztük. Elképzelésünk sincs arról, hogyan éltek valójában. Mintha a Horthy-korszak Magyarországa egy másik ország múltja lenne, nem a mienk. (...) Nem elég, hogy közös a múltunk, még a jelenünk is az. Nem változtunk semmit, és ezt nyugodtan értheti pozitívan, de pejoratívan is. Biztosan eljön az idő, amikor szembenézünk ezzel a korral, akár a történetírás szintjén, akár egyéni és kollektív szinten, de addig is szeretném megmutatni: azok is mi voltunk/vagyunk.”

## Kronológia a Gordon Zsigmond-történetekhez
A Bűnös Budapest-ciklusban és a Magda, a bestiális Népszínház utcai mindenes című kötetben összegyűjtött elbeszélések
- 1922 – Ifjú Mariska hétköznapi halála[13]
- 1929 – A budapesti gengszter[14]
- 1930 – Szélhámos Budapest
- 1930 – A haldokló részvényes[15]
- 1931 – Magda, a bestiális Népszínház utcai mindenes[16]
- 1931 – Az Est Regattájának Igazi Vesztese[17]
- 1932 – Wallenstein Ödön gyengéje[18]
- 1934 – A nyavalya tudja[19]
- 1934/35 – Négyen voltak[20]
- 1936 – Budapest noir
- 1937 – Pernahajder volt-e Schok Jenő?[21]
- 1939 – Bűnös Budapest
- 1943 – A budapesti kém
- 1946 – Budapest romokban
- 1956 – Budapest novemberben